# Törökország gazdasága
Törökország gazdaságát a modern iparágak dominanciája jellemzi. Az ország mezőgazdasági termelése 2005-ben a világon a hetedik helyen állt, és a lakosság 11,2%-ának adott munkát. A magánszektor erős és növekszik, ennek ellenére az állam még határozott szerepet vállal például az ipar, a bankszektor, a közlekedés és a telekommunikáció irányításában. A török gazdaság az elmúlt években erősödött, 2005-ben 7,4%-kal, 2006-ban 6,1%-kal növekedett. 2007-ben az infláció mértéke 7,1% volt. Az ország exportjának több mint 50%-át az Európai Unió országaiba szállítja. Törökország azon városait, ahol a gazdaság a legnagyobb mértékben növekszik, „anatóliai tigriseknek” nevezik.

## Makrogazdaság
A CIA besorolása szerint Törökország a világ 34 fejlett országához tartozik, a Morgan Stanley pedig a feltörekvő gazdaságok (emerging markets) kategóriába sorolta (2006). Törökország alapító tagja az OECD-nek illetve az ipari és küszöbországok csoportjának, a G-20-nak. 2007-ben az egy főre eső GDP 9400 $ volt, amivel a világon a 99. helyet foglalták el.

### Mezőgazdaság
Törökország élelmiszeripara az 1980-as évek óta önellátó. Ennek ellenére a gazdaság egészét tekintve a mezőgazdasági termelés csökken. 1990-ben a magánkézben lévő mezőgazdasági parcellák 85%-a tíz hektár alatti méretű volt. A műtrágya- és növényvédőszer-támogatásokat és ártámogatásokat fokozatosan csökkentik. Ezt ellensúlyozandó a kormány olyan projektekbe kezdett, mint a G.A.P.-projekt (Güneydoğu Anadolu Projesi: Délkelet-Anatólia projekt), mely a Délkelet-anatóliai régió mezőgazdaságát (több más szektor mellett) hivatott támogatni.
2007. márciusi adatok szerint Törökország a világ legnagyobb mogyoró, füge, sárgabarack, cseresznye, birsalma és gránátalma termelője; görögdinnye-, uborka- és csicseriborsó-termesztésben második, paradicsom-, padlizsán-, zöldpaprika-, lencse- és pisztáciatermesztésben harmadik helyen van. Negyedik a világon hagyma- és olajbogyó-termesztésben, ötödik cukorrépa-termesztésben, hatodik legnagyobb dohány-, alma- és teatermesztő, a hetedik legnagyobb gyapot- és árpatermesztő; nyolcadik mandulatermesztésben; búza-, rozs- és grépfrúttermesztésben kilencedik, valamint a tizedik legnagyobb citromtermelő ország.
Az állattenyésztés stagnál, főként szárnyasokat, juhokat, szarvasmarhát, kecskét és méheket tartanak. Jelentős még a halászat, 2005-ben 469 462 tonna halat, rák- és kagylófélét bocsátottak piacra.

### Ipar

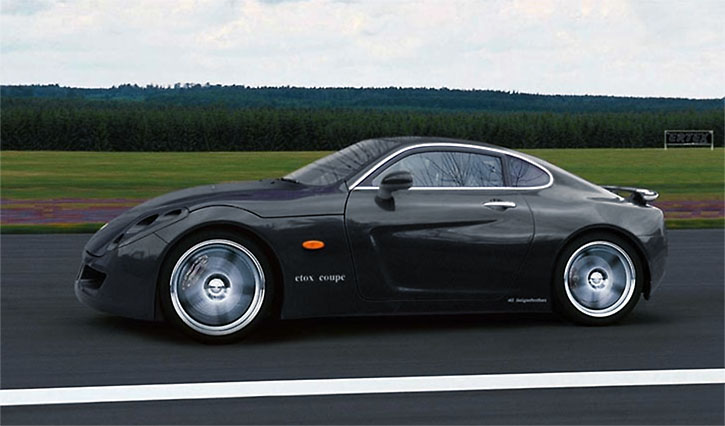
Etox Zafer: török gyártmányú sportautó

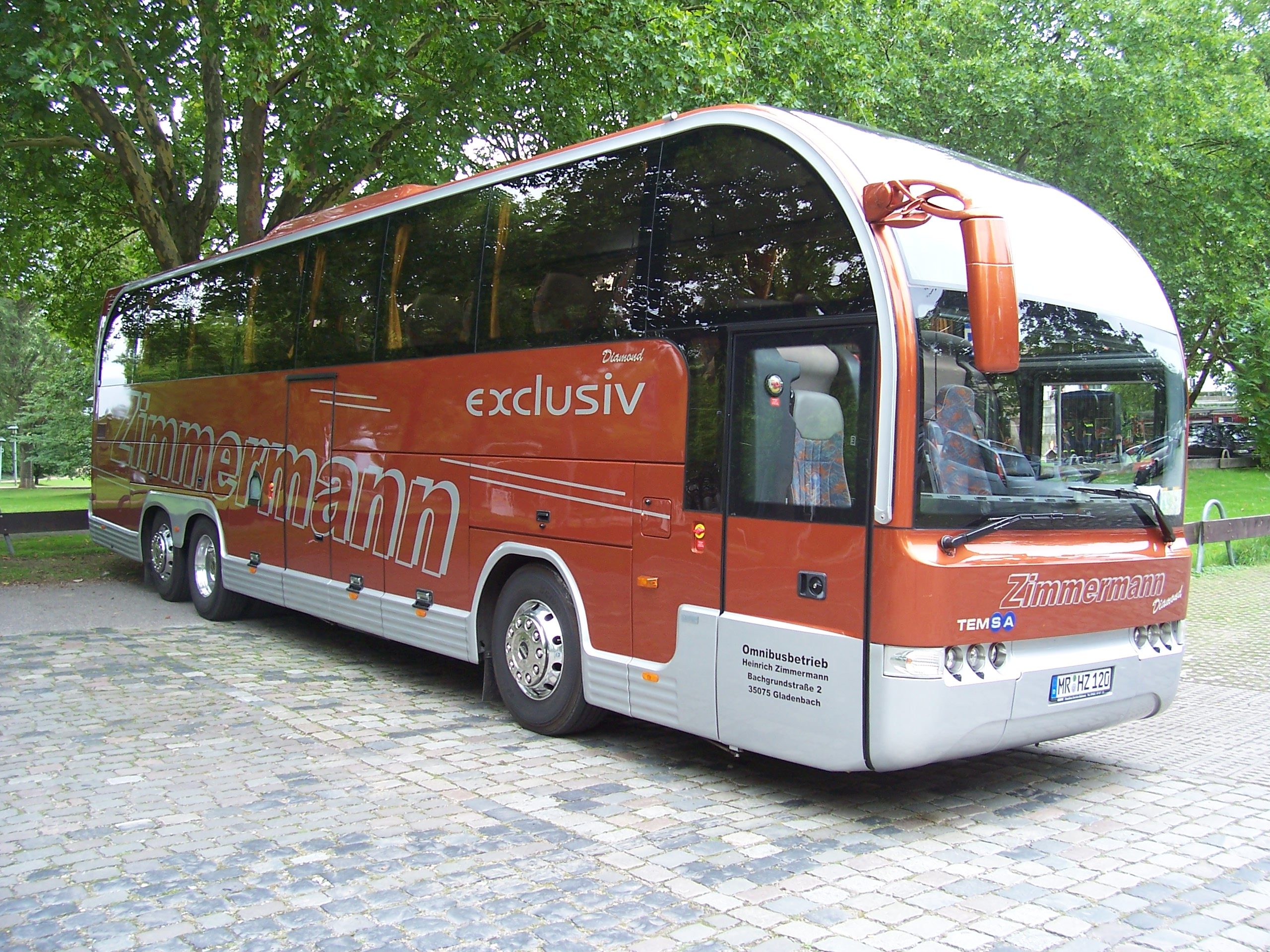
TEMSA busz Németországban

Törökország 2005-ben ipari termelése alapján huszonegyedik volt a világon. Az iparban a lakosság 19%-át foglalkoztatják, a nemzeti össztermék 29%-át, a teljes export 94%-át teszi ki.
A legnagyobb iparág a textil- és ruhaipar (16,3%), melyet az olajfinomítás (14,5%), az élelmiszeripar (10,6%), a vegyipar (10,3%), a vas- és acélipar (8,9%), az autóipar (6,3%) és a gépipar (5,8%) követ. Az export tekintetében is a textilipar vezet, 2005-ben 19%-ot tett ki. Az autóipar állt a második helyen 18%-kal, ezt a vas- és acélipar követi 13%-kal, majd a háztartási gépek (10%), vegy- és gyógyszeripari termékek (9%) és a gépipar (7%). A ruhaipar 2006-ban 13,98 milliárd dollárnak megfelelő exportot bonyolított le, ennek 76,33%-a az Európai Unió országaival való kereskedelemből származott.

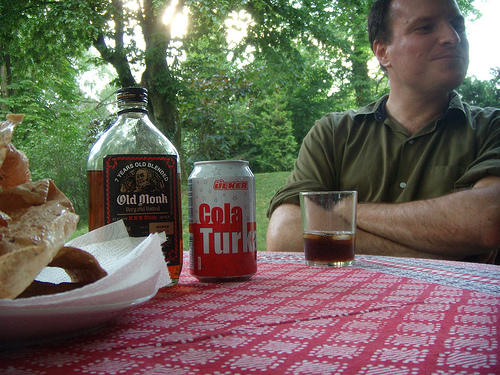
Cola Turka, az Ülker cég egyik népszerű márkája

Törökországban több sikeres, multinacionális vállalat is működik, ilyen például a Koç Holding, melynek olyan cégei vannak, mint a többszörös díjnyertes Arçelik, aminek BEKO márkája vezeti például az angol hűtőgép-piacot. Az európai televíziópiac több mint felét a Törökországban gyártott áruk teszik ki. A Vestel Electronics Európa legnagyobb televíziógyártója, a kontinensen gyártott és eladott készülékek ¼ -ét állítja elő. A Vestel és a BEKO termékei együtt Európa televíziógyártásának felét teszi ki. 2005-ben a Profilo-Telra volt Európa harmadik legnagyobb televíziókészülék-gyártója.
Törökország autóipara egyre növekszik, 2006-ban 1 024 987 darab gépjárművet gyártott, ezzel Európa hatodik legnagyobb gépjármű-gyártója Németország, Franciaország, Spanyolország, az Egyesült Királyság és Olaszország mögött. Az ország második legnagyobb óriásvállalata (a Koç Holding után) a Sabancı Holding, melynek tulajdonában 70 cég található, közöttük több bankkal és olyan leányvállalatokkal, melyek például a Toyotát vagy a Mitsubishit képviselik Törökországban.
Ugyancsak rendkívüli sikereket könyvelhet el a 78 országba exportáló Ülker édességipari vállalat, mely nemrég vásárolta meg a híres Godiva csokoládé-márkát 850 millió dollárért a Campbell Soup Co.-tól.

### Építőipar
A török építőipar az Engineering News-Record által készített lista szerint harmadik a világon az USA és Kína után, és 22 török építőipari vállalatot listáztak a világ legjobbjai között.

### Szolgáltatóipar

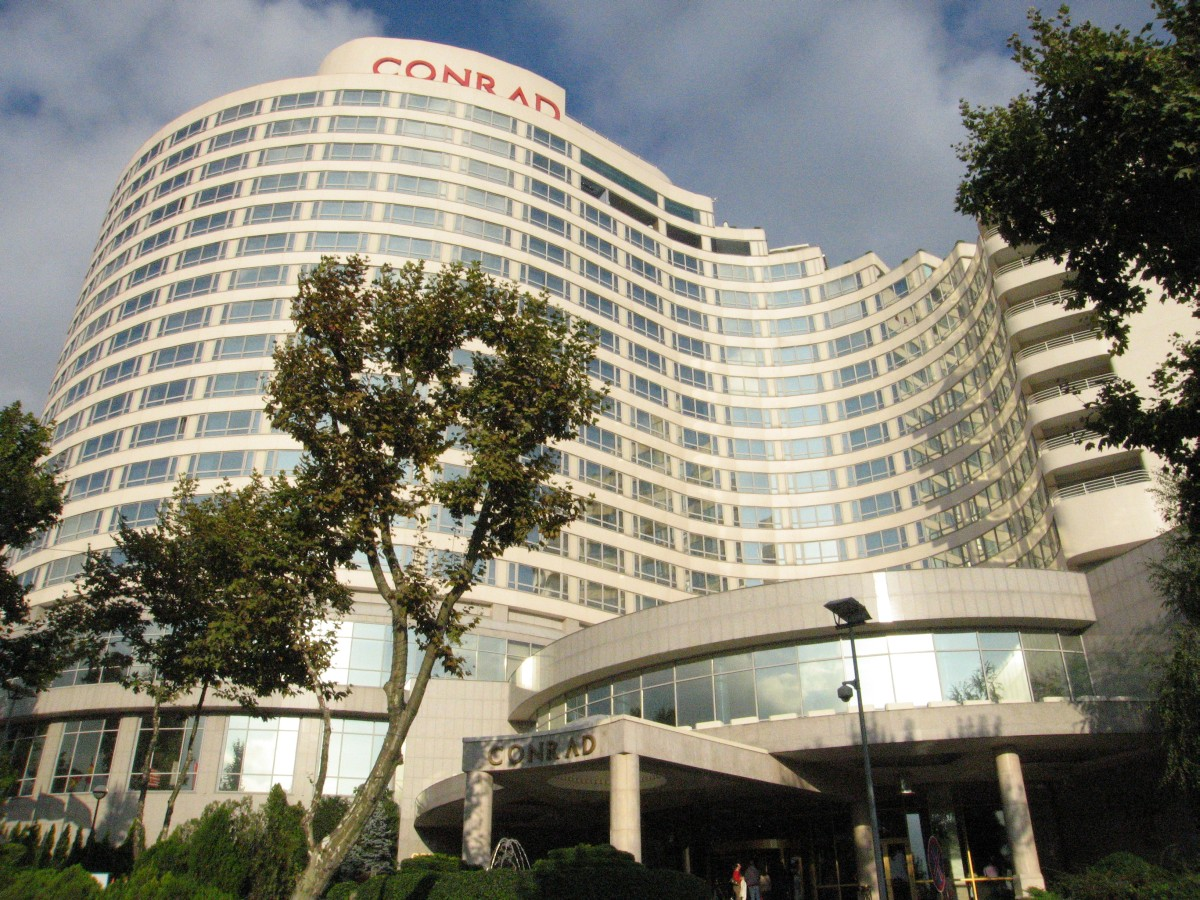
A Conrad Hilton Hotel, Beşiktaş, Isztambul.

#### Idegenforgalom
A turizmus Törökország gazdaságának egyik legdinamikusabban fejlődő szektora. A TUI Utazási Iroda és a Thomas Cook szerint a világ 100 legjobb szállodájából 11 található itt. 2005-ben 24 124 501 látogató érkezett az országba, akik 18,2 milliárd dollárt költöttek, ez turistánként 679 dollárt jelent. 2007-re a látogatók száma 27 214 988 főre nőtt. A török riviéra kedvelt célpontjai többek között Antalya, Alanya, Marmaris, Fethiye, Kemer és Bodrum, de Isztambul is népszerű.

### Pénzügyi szektor
A Török Köztársaság Központi Bankját (Türkiye Cumhuriyet Merkez Bankası) 1930-ban alapították, egyedül a TCMB bocsáthat ki bankjegyeket. 25 hazai bankfiókkal rendelkezik, és vannak fiókjai New Yorkban, Londonban, Frankfurtban és Zürichben is.
A török bankok, mint például a Garanti Bank vagy az Akbank központjai általában Isztambulban, az ország pénzügyi központjában találhatók, és szinte minden nagy külföldi bank képviselteti itt magát, a török kormány pedig nemrég úgy döntött, hogy a Török Központi Bank és számos más állami bank székhelyét is ide telepíti át, mivel Isztambul az ország gazdaságának szíve. Az Isztambuli tőzsde (ISE) az ország egyetlen hivatalosan elismert tőzsdéje.
A régi török líra helyét a hat nullával kevesebb új török lírát (YTL) 2005-ben vezették be, majd 2009-ben visszahozták a török lírát 1:1 arányban.
A Brookings Institution beszámolója szerint Isztambul a 2008-ban kirobbant gazdasági világválságból leggyorsabban magához térő nagyváros a világon, megelőzve Sencsent, Limát és Szingapúrt.

## Külkereskedelem és befektetés
Törökország vonzó célpont a befektetők számára, amit a működőtőke beruházások (FDI) növekedése is mutat: 2005-ben 10 milliárd dollár volt, 2007-ben pedig 22 milliárd.

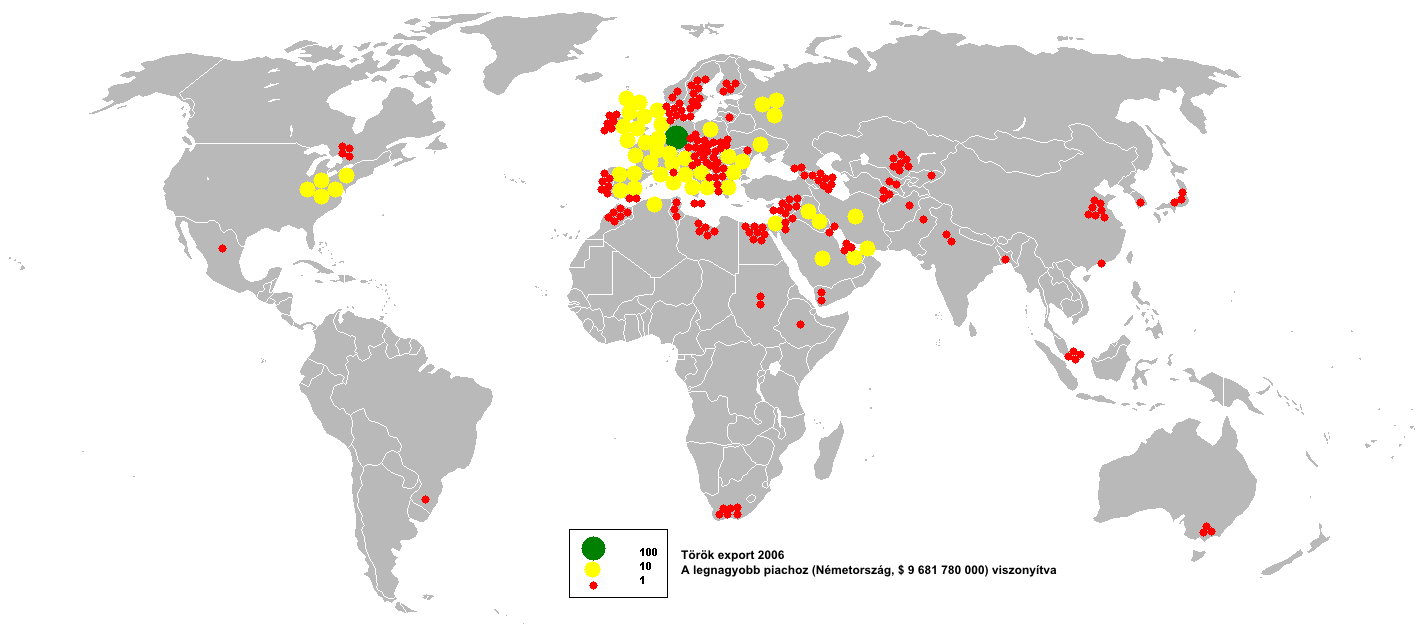
Törökország exportja, 2006

Törökország exportja 2007-ben 110,5 milliárd dollár volt, nőtt azonban az import is (156,9 milliárd dollár), leginkább az ország megnövekedett energiaszükségelte (földgáz, kőolaj) miatt.
Törökország fő kereskedelmi partnere az Európai Unió (az export 59%-a, az import 52%-a), az Amerikai Egyesült Államok, Oroszország és Japán. Törökország 1995 óta előnyös helyzetet élvez az európai export és befektetések terén, mióta aláírták a vámegyezményt.

## Természeti erőforrások
Törökország természeti kincseit tekintve igen változatos és gazdag, több mint 60 féle különböző ásványi anyag található itt. Törökország bórkészlete például a világ készletének 72%-a. A CIA World Factbook szerint bányászott ásványkincsek még a kőszén, a vasérc, a réz, a króm, az urán, az antimon, a higany, az arany, a barit, a borát, a cölesztin,  a földpát, a mészkő, a magnezit, a márvány, a perlit, a tajtékkő, a pirit és az agyag.
Törökországban található kőolaj is, de nem elegendő ahhoz, hogy az el tudja látni az ország energiaszükségletét, ezért importra szorul. 1999-ben 1738 km kőolajvezeték és 708 kilométernyi földgáz-vezeték volt az ország területén. Itt halad át a Kék Áramlat vezeték, mely Oroszországból szállít földgázt. Ugyancsak itt haladna keresztül a Nabucco-gázvezeték, mely Ausztriáig szállítana földgázt.

### Energia
Törökországban jelenleg 135 vízierőmű van használatban, melyek összesen 45 325 GWh energiát termelnek évente. További 70 erőmű építését tervezik; a cél, hogy 2030-ra 127 300 GWh energiát tudjanak termelni.
Az ország igyekszik kihasználni a szélenergiát is: míg a 2006-ban üzembe helyezett szélerőművek teljesítménye 19 MW volt, ez a kapacitás 2007-ben majdnem 140 MW-ra nőtt. A szélfarmok többsége az Égei-tengeri régióban, Çanakkale környékén találhatók, illetve Bozcaada szigetén.
Törökország a geotermikus energia-potenciált tekintve a világon az ötödik helyen áll. A kızılderei erőmű jelenleg 20 MW kapacitású, amiből éves átlagban 12-15 MW-ot hasznosítanak. 2010-re Törökország szeretne geotermikus erőművi kapacitását 500+3500 MW-ra (elektromos+hő) fejleszteni.